# Xeroplexa olisippensis
Xeroplexa olisippensis is een slakkensoort uit de familie van de Geomitridae. De wetenschappelijke naam van de soort werd, als Helix olisippensis, voor het eerst geldig gepubliceerd in 1880 door Servain.